# مقبرة الشهداء الأتراك في بغداد

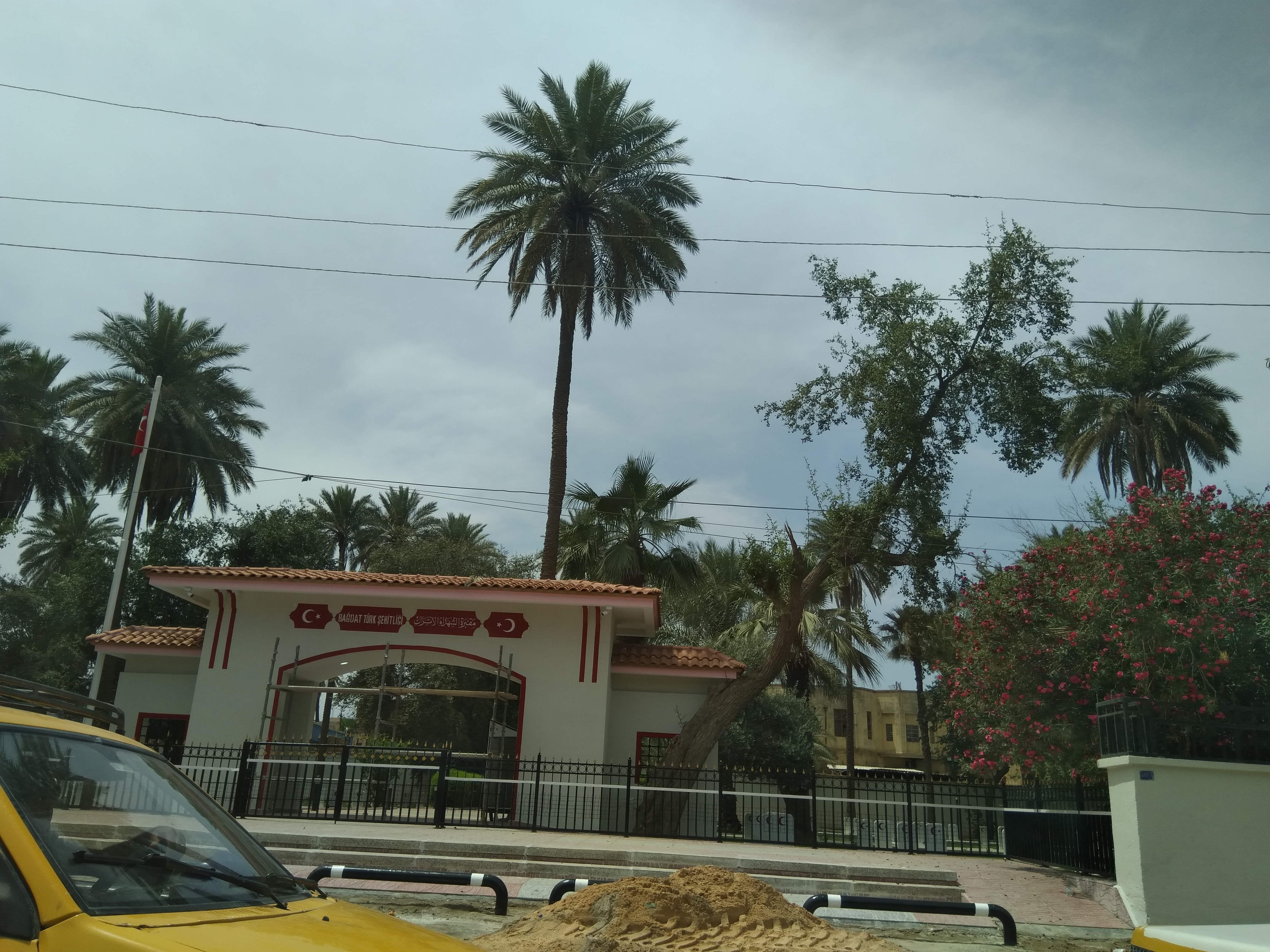
مقبرة الشهداء الأتراك في بغداد

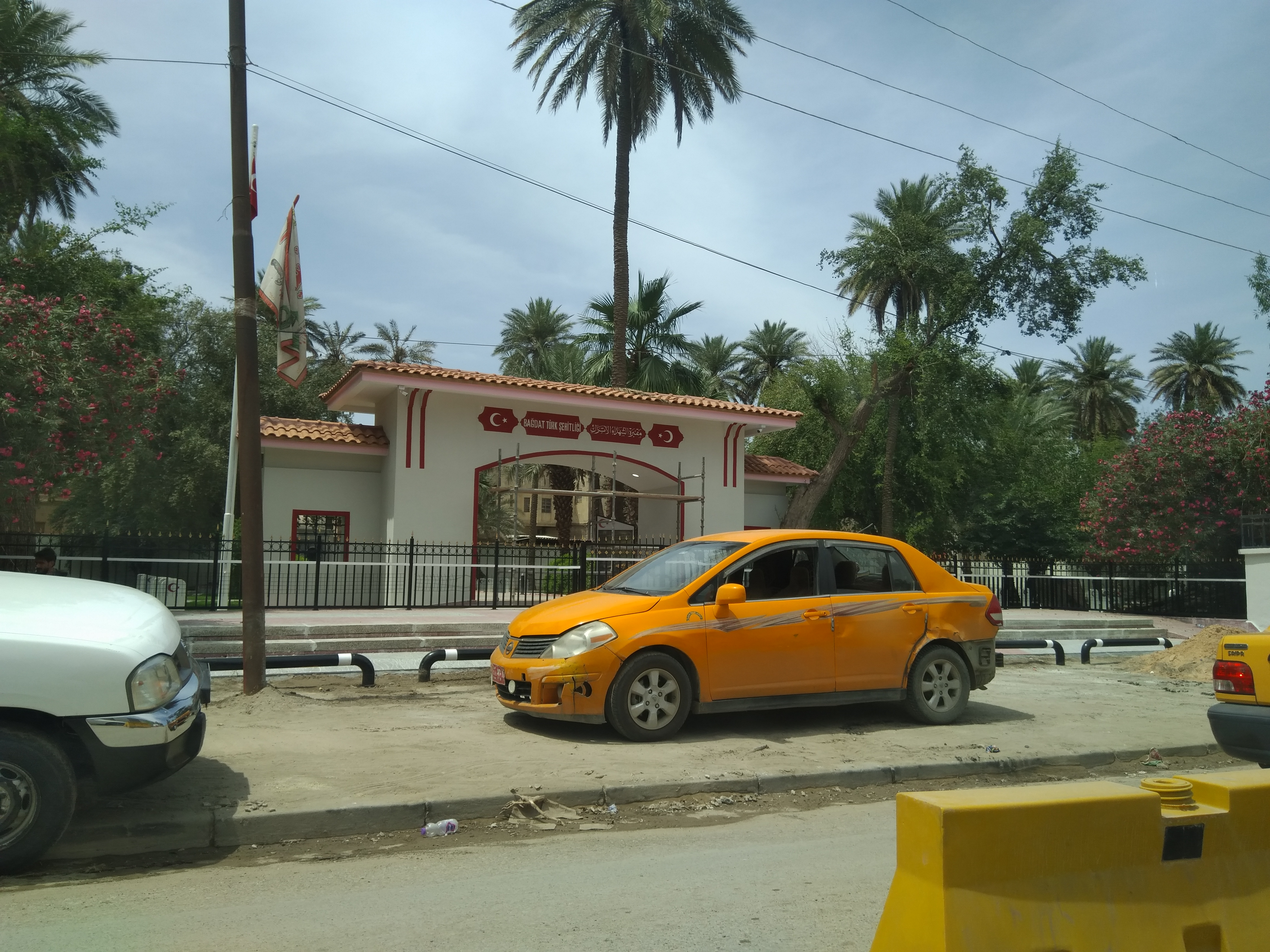
صورة أخرى لمقبرة الشهداء الأتراك

مقبرة الشهداء الأتراك في بغداد هي واحدة من 78 مقبرة للشهداء الأتراك في 34 دولة.
تقع في منطقة باب المعظم، وبالقرب من المجمعات الطبية لجامعة بغداد ومدينة الطب، وتبدو أشبه بمتنزه يمتلئ بالأشجار الضخمة، وهي محاطة بسياج عال وبوابة كبيرة تعلوها لافتة كتب عليها باللغتين العربية والتركية «مقبرة الشهداء الأتراك»، وتضم بين جنباتها شواهد لقبور جنود عرب وأتراك وأكراد كانوا يحاربون مع العثمانيين، قتلوا أثناء محاولتهم صد تقدم القوات البريطانية باتجاه بغداد في الحرب العالمية الأولى.
في عام 1938، خصصت أرض المقبرة للجنود الأتراك الذين حاربوا في العراق، وخصص هذا المكان لهم ليكون «نصب الشهيد». تضم المقبرة 3800 اسما لجنود وضباط حاربوا في العراق، خصوصا في العمارة والناصرية. كما يوجد في المقبرة نصب تذكاري للسلطان عثمان الثاني.